# Mykoła Junakiw
Mykoła Łeontijowycz Junakiw, ukr. Микола Леонтійович Юнаків (ur. 24 listopada?/6 grudnia 1871 w Czuhujewie, zm. 1 sierpnia 1931 w Tarnowie) – generał pułkownik armii Ukraińskiej Republiki Ludowej.

## Życiorys
Ojciec, Łew Junakiw, był generałem armii rosyjskiej. Mykoła wykształcenie zdobył w korpusie kadetów w Orle, 1 Pawłowskiej Szkole Wojskowej i Nikołajewskiej Akademii Sztabu Generalnego w Sankt Petersburgu, gdzie studiował w latach 1894-1897 (akademię ukończył z wyróżnieniem). Po ukończeniu studiów został wykładowcą Akademii i kierownikiem Katedry Historii Rosyjskiej Wojskowości. Jako historyk specjalizował się w historii wojny północnej, oraz operacji szwedzkiej armii na Ukrainie w latach 1708-1709.
W czasie I wojny światowej był szefem sztabu 4 Armii generała Ołeksandra Rohozy, a następnie dowódcą 8 Armii na Froncie Rumuńskim. Razem z innymi generałami rosyjskiej armii podporządkował się Ukraińskiej Centralnej Radzie po tym, jak bolszewicy zamordowali w Kwaterze Głównej w Mohylewie dowodzącego rosyjską armią generała Duchonina .
W ukraińskiej armii Junakiw kierował Głównym Urzędem Wyszkolenia w ministerstwie spraw wojskowych, od sierpnia 1919 był szefem Sztabu Generalnego, a w roku 1920 na krótko ministrem spraw wojskowych.
Na emigracji zamieszkał i zmarł w Tarnowie, gdzie znajdowało się Centrum Państwowe Ukraińskiej Republiki Ludowej (Rząd Ukraińskiej Republiki Ludowej na Emigracji).
Generał płk Mykoła Junakiw był przewodniczącym Wyższej Rady Wojskowej w Tarnowie,  Ministrem Spraw Wojskowych, sekretarzem Ukraińskiego Komitetu Centralnego. Władze sowieckie zażądały wydalenia Junakowa z terenu Polski, powołując się na postanowienia traktatu ryskiego, jednak roszczenia te nie zostały spełnione. Generał do czasu swojej śmierci działał w obozach, gdzie mieszkali internowani Ukraińcy. Był odznaczony Krzyżem Symona Petlury, Orderem Świętego Włodzimierza III i IV klasy, Orderem Świętej Anny II i III klasy, Orderem Świętego Stanisława I, II i III klasy. Zmarł 1 sierpnia 1931 roku w Tarnowie podczas jednej z inspekcji, na którą przybył do miasta. 3 sierpnia został pochowany na cmentarzu komunalnym w Tarnowie-Krzyżu. W jego pogrzebie wzięła udział kompania honorowa Wojska Polskiego, obecni byli przedstawiciele polskich władz i rządu URL na emigracji. Został pochowany w mogile rosyjskich żołnierzy z 1915 roku, jako na jedynym „prawosławnym skrawku” Tarnowa. Mogiłę Junakowa odkrył nieżyjący już tarnowski historyk Andrzej Warżel. Dziś na jego nagrobku można zobaczyć nową, dwujęzyczną tablicę nagrobną.

## Literatura
- Aleksander Kolańczuk, Ukraińscy generałowie w Polsce, emigranci polityczni w latach 1920-1939. Słownik biograficzny, Przemyśl 2009, ISBN 978-83-60374-11-5

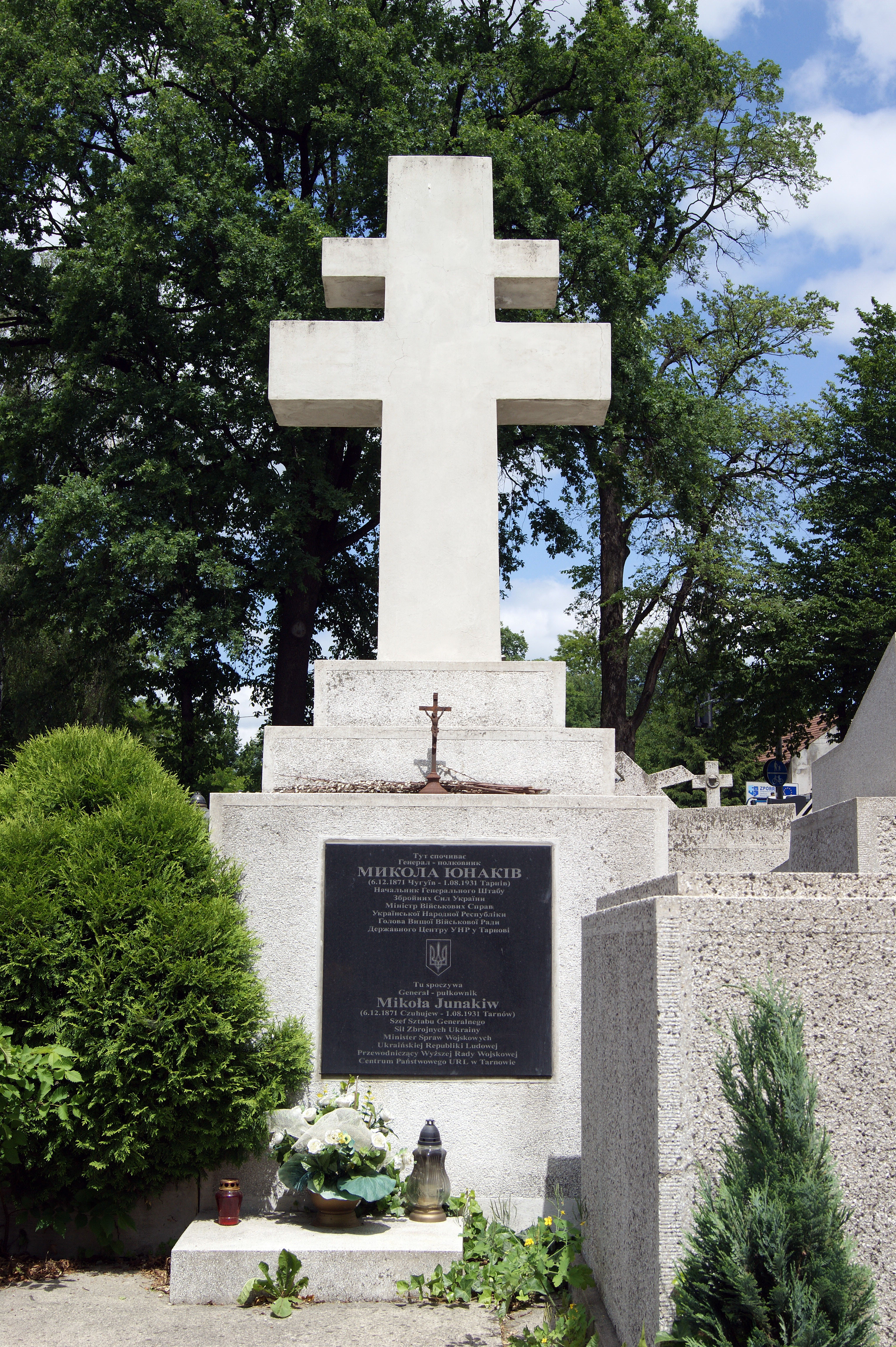
Grób na cmentarzu komunalnym w Tarnowie-Krzyżu